# Koepoort (Enkhuizen)
De Koepoort (in Enkhuizen meestal Koepóórt met klemtoon op de 'oo') of Westerpoort is een stadspoort in Enkhuizen. De poort was eeuwenlang de westelijke toegangspoort tot de stad Enkhuizen en is een onderdeel van de vestingwerken van de stad.

## Beschrijving
Tussen 1590 en 1593 werd Enkhuizen landinwaarts, dus naar het westen, uitgebreid. Er kwam een aarden omwalling met een nieuwe verdedigingsgracht en zeven bastions. Op de plaats waar nu de Koepoort staat, kwamen een houten poort en een ophaalbrug. Een halve eeuw later wilde men de houten poort vervangen door een stenen poortgebouw. De bouwtekening is waarschijnlijk van de hand van Jacob van Campen. In 1649 werd de eerste steen gelegd, maar spoedig bleek dat het Bentheimer zandsteen voor de bouw niet geleverd kon worden. In 1654 maakte men de poort provisorisch af. Het was wel al een poort waar het verkeer doorheen ging. Door de aanleg van de Straatweg Hoorn - Enkhuizen naar Hoorn, die in 1671 werd opgeleverd, kwam veel van het binnenkomend verkeer door de Koepoort. De poort werd echter niet onderhouden en raakte in verval. In 1730 werd de poort hersteld en van een koepel voorzien, ter herinnering hieraan is onder het fronton het jaartal 1730 geplaatst. De poort is sinds dit jaar qua vorm niet meer gewijzigd. In 1793 werd een uurwerk met slagklok in de koepel aangebracht. Dit torenuurwerk werd rond 1940 afgebroken en vervangen door een elektrisch exemplaar van J.H. Addicks torenuurwerkfabriek in Amsterdam. Het smeedijzeren uurwerkje lag nog vele jaren op de zolder van het gebouw maar was opeens verdwenen. Dit uurwerk had een bijzonder echappement door middel van een spille- of lepelgang. Mogelijk is het nu aanwezig in het museum 'Klok en Peel' in Asten. Sinds de jaren negentig van de twintigste eeuw is er een computergestuurd uurwerk aangesloten op de zender in Duitsland. De bel met slagtoon ± f2 werd gegoten in Amsterdam door Claes Noorden en Jan Albert de Grave in 1708 en heeft als opschrift: SIT NOMEN DOMINI BENEDICTUM AMSTELODAMI 1708.
De hoofdstraat van Enkhuizen, de Westerstraat, komt uit op de Koepoort en gaat daar over in het Westeinde. In de jaren 1936 en 1937 werd de brug over de vestinggracht, naar het Westeinde vervangen en sinds die tijd gaat het verkeer niet meer door de poort, maar wordt het eromheen geleid. Sinds 1987 staat aan de stadszijde het door Han Sterk vervaardigde beeld van de stedemaagd van Enkhuizen.

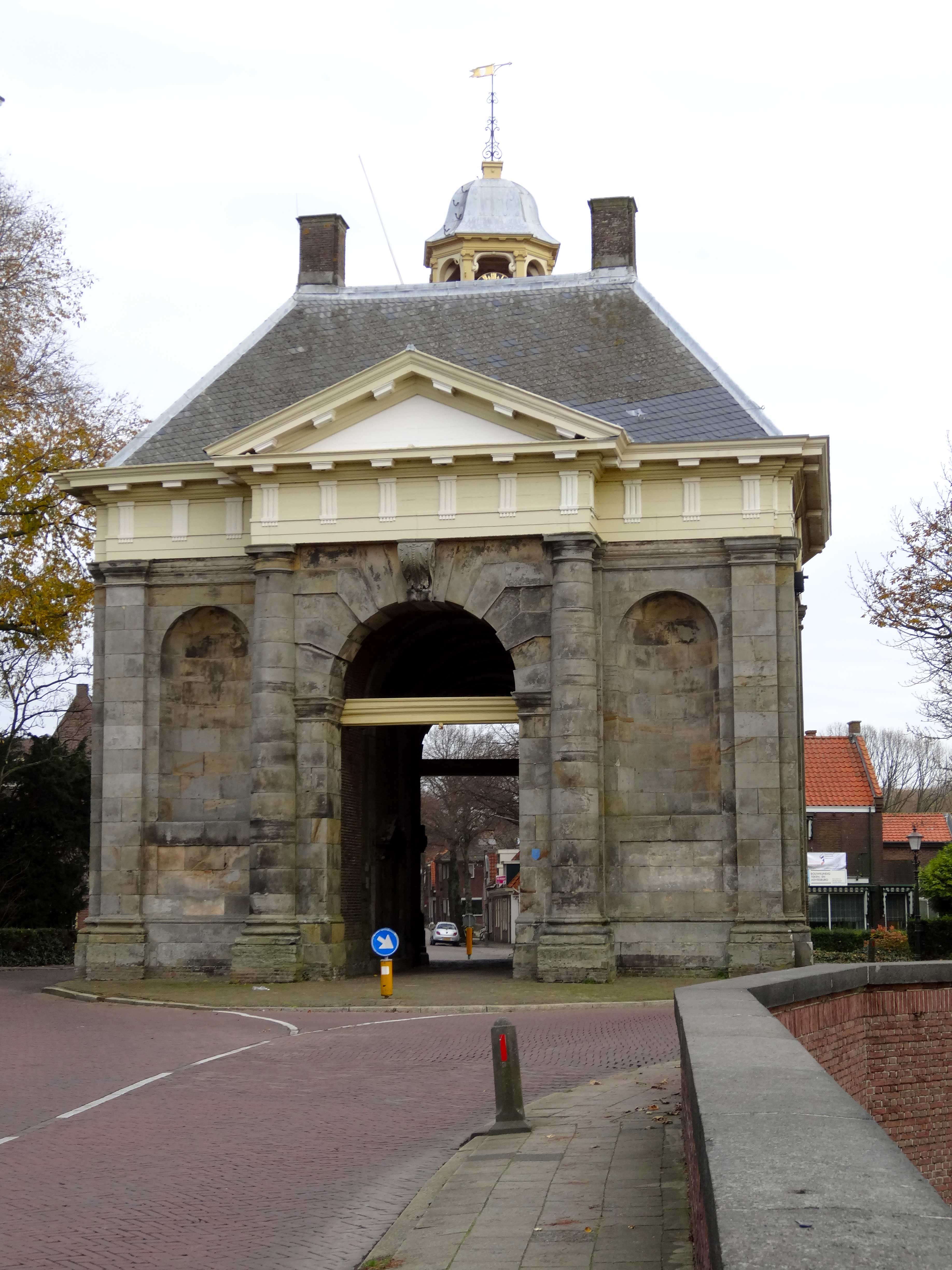
Koepoort vanaf de buitenzijde (westen) gezien
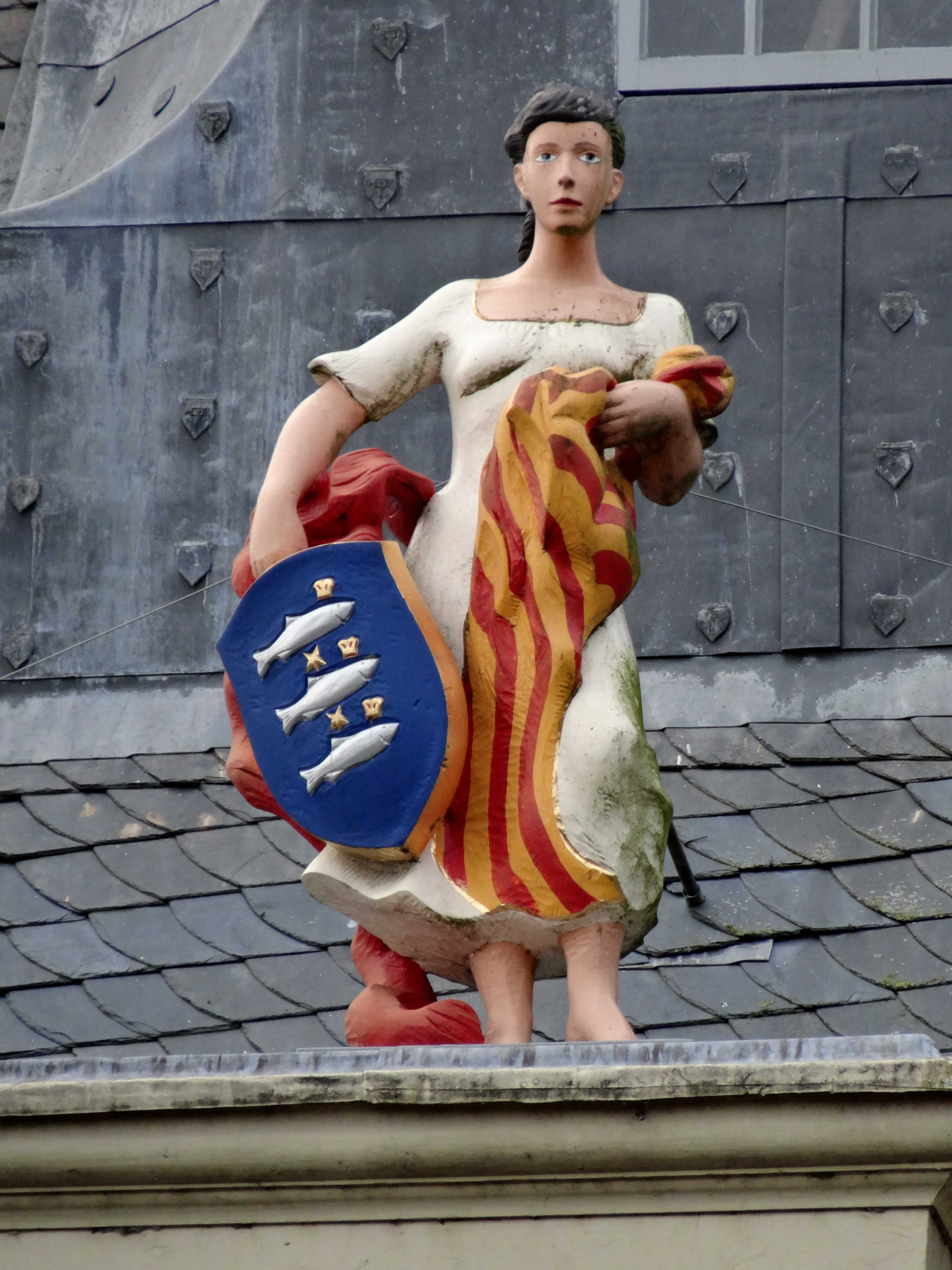
De stedemaagd van Enkhuizen op de Koepoort
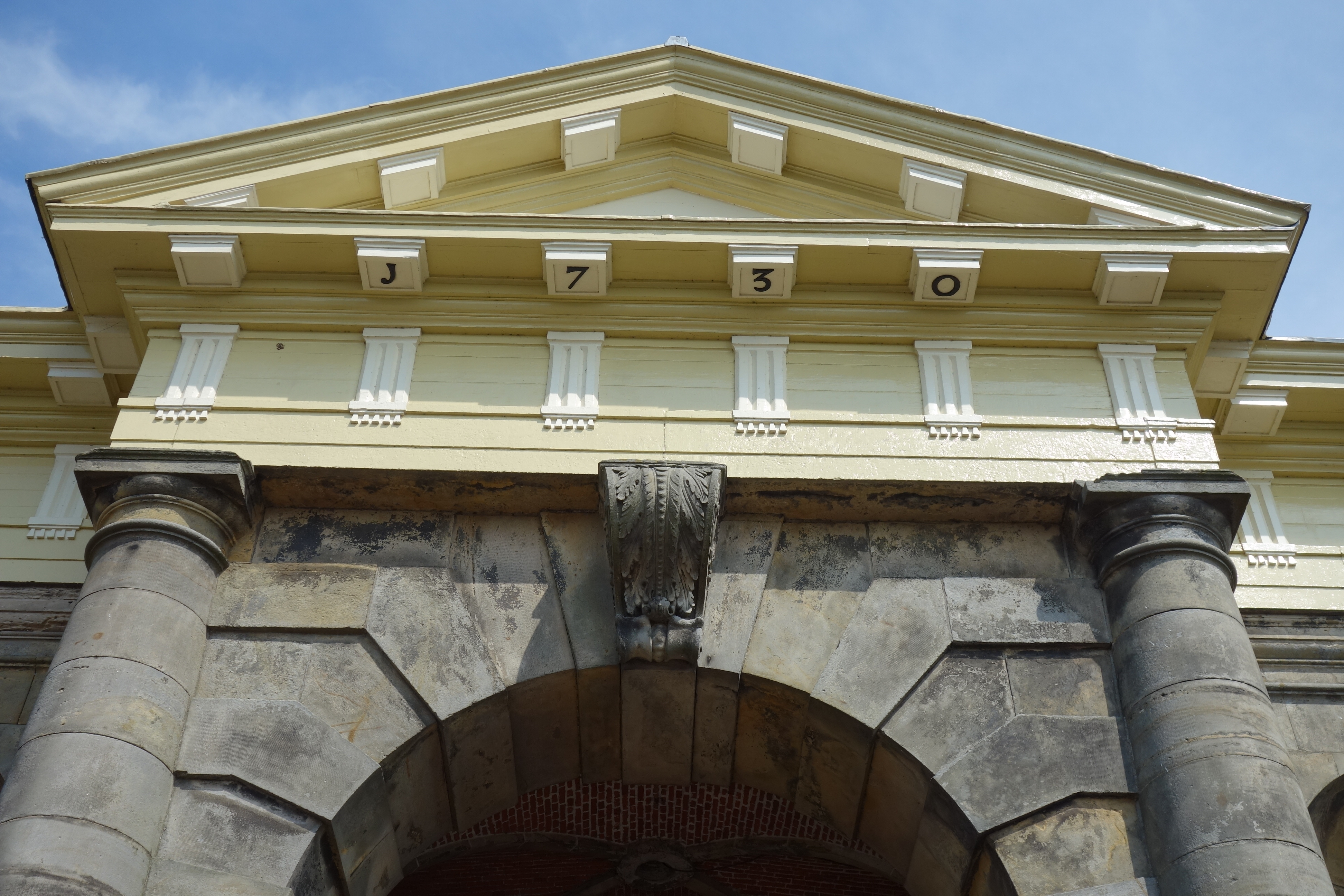
Het fronton, met er onder het jaartal 1730
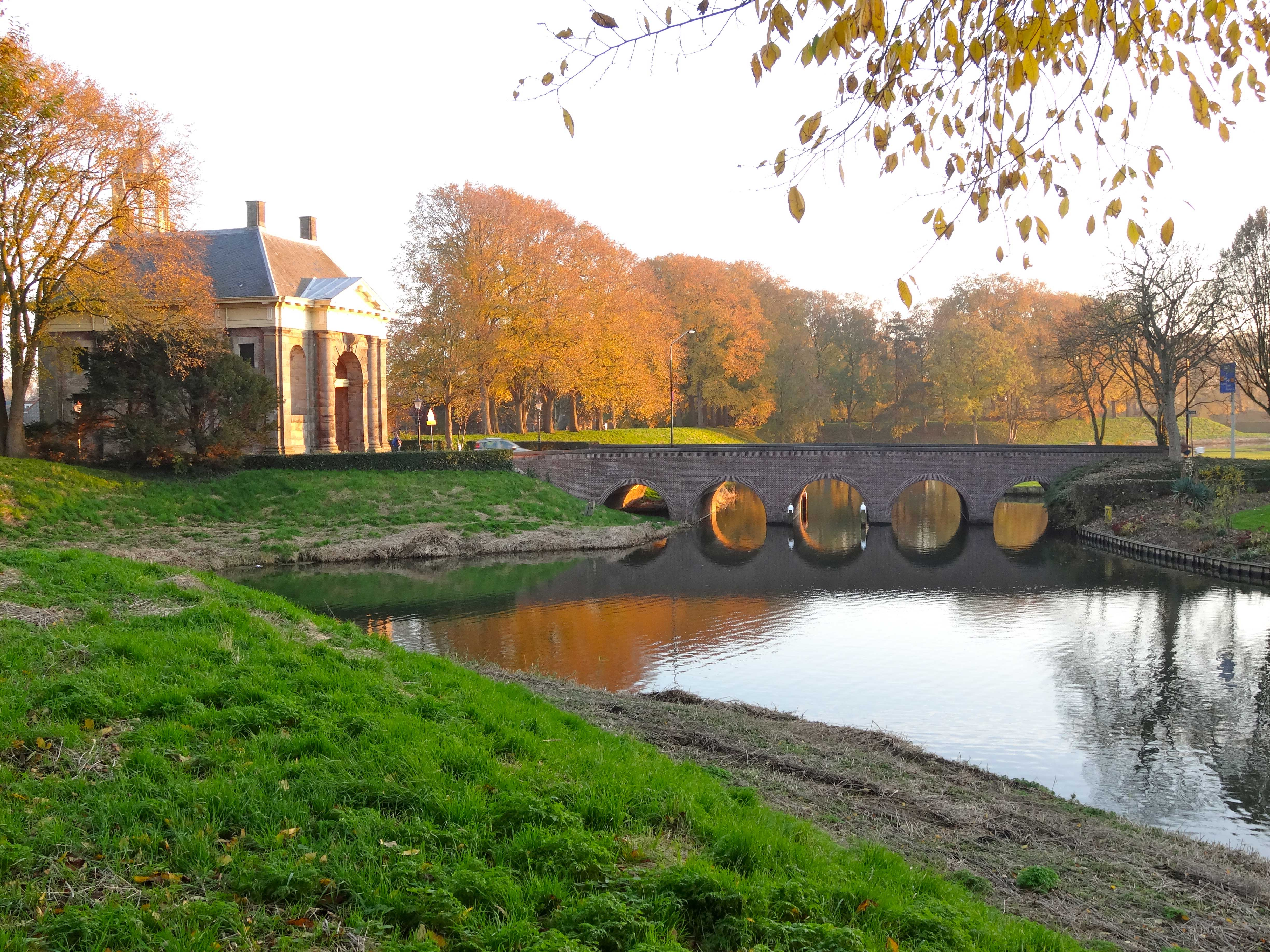
Koepoort met de Koepoortsbrug in Enkhuizen
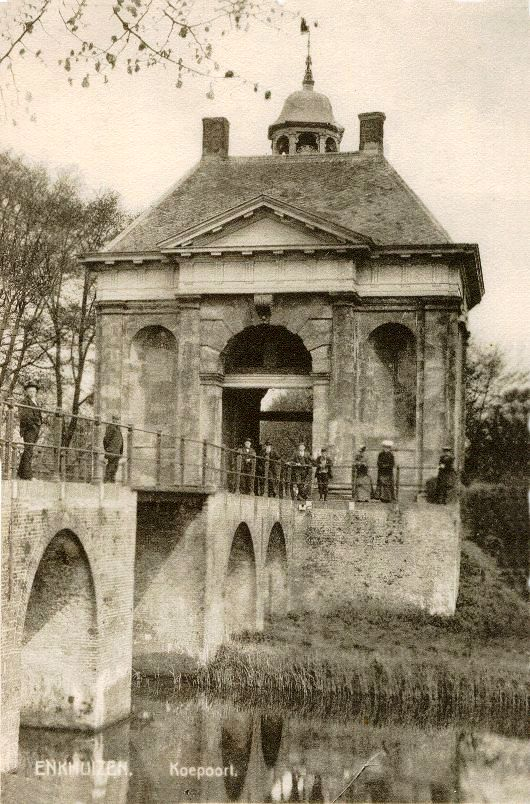
Koepoort met Brug omstreeks 1912